# Chiari (Lombardia)
Chiari (lombardul: Ciàre) település Olaszországban, Lombardia régióban, Brescia megyében. Lakosainak száma 19 164 fő (2023. január 1.). Chiari Castelcovati, Castrezzato, Coccaglio, Cologne, Palazzolo sull’Oglio, Pontoglio, Roccafranca, Rudiano, Urago d’Oglio és Comezzano-Cizzago községekkel határos.

## Népesség
A település lakossága az elmúlt években az alábbi módon változott:
| Lakosok száma | 18 856 | 18 944 | 19 164 |
|               | 2017   | 2018   | 2023   |